# Gymnanthelius clypeatus
Gymnanthelius clypeatus är en skalbaggsart som först beskrevs av Deane 1931.  Gymnanthelius clypeatus ingår i släktet Gymnanthelius och familjen vattenbrynsbaggar. Inga underarter finns listade i Catalogue of Life.